# Narayanpet
Narayanpet is een nagar panchayat (plaats) in het district Narayanpet van de Indiase staat Telangana. 

## Demografie
Volgens de Indiase volkstelling van 2001 wonen er 37.529 mensen in Narayanpet, waarvan 50% mannelijk en 50% vrouwelijk is. De plaats heeft een alfabetiseringsgraad van 58%. 